# Карретто, Пьетро Луиджи
Пьетро Луиджи Карретто (итал. Pietro Luigi Carretto SDB, 9 июня 1912 года, Италия — 16 ноября 1994 года, Ратбури, Таиланд) — католический прелат, миссионер, епископ Ратбури с 12 апреля [1951 года по 26 июня 1969 год, первый епископ Сураттхани с 26 июня 1969 года по 21 июня 1988 год, член мужской монашеской конгрегации салезианцев.

## Биография
Пьетро Луиджи Карретто родился 9 июня 1912 года в Италии. После получения среднего образования вступил в монашескую конгрегацию салезианцев. 18 марта 1939 года был рукоположён в священника.
12 апреля 1951 года Римский папа Пий XII назначил Пьетро Луиджи Карретто титулярным епископом Зенобии и апостольским викарием Раябури. 29 июня 1951 состоялось рукоположение Пьетро Луиджи Карретто в епископа, которое совершил апостольский викарий Бангкока епископ Луи-Огюст Шорен в сослужении с апостольским викарием Тхари  епископом Клод-Филиппом Байе и апостольским викарием Чантабури Джеймсом-Луи Ченгом.
Пьетро Луиджи Карретто принимал участие в работе I, II, III и IV сессиях II Ватиканского собора.
21 июня 1988 года вышел в отставку. Скончался 16 ноября 1994 года в Ратбури.